# Darja Klišina
Darja Igorevna Klišina (rusko Дарья Игоревна Клишина), ruska atletinja, * 15. januar 1991, Tver, Sovjetska zveza.
Nastopila je na poletnih olimpijskih igrah leta 2016 in dosegla deveto mesto v skoku v daljino. Na svetovnih prvenstvih je osvojila srebrno medaljo leta 2017, na evropskih prvenstvih bronasto medaljo leta 2014, na evropskih dvoranskih prvenstvih pa naslova prvakinje v letih 2011 in 2013.